# Yorkshire
Yorkshire er Englands største grevskab, og har store kulforekomster som har været med til at udvikle området som et vigtigt industriområde. De største byer er Leeds og Sheffield.
- Wikimedia Commons har flere filer relateret til Yorkshire

53°57′30″N 1°05′00″V / 53.9583°N 1.0833°V